# Emilio Aceval
Emilio Aceval Marín (ur. 16 października 1853 w Asunción, zm. 15 kwietnia 1931 tamże) – paragwajski polityk, prezydent Paragwaju od 25 listopada 1898 do 9 stycznia 1902, kiedy to usunął go z urzędu Bernardino Caballero.